# شبه‌ژیان‌مرغ دم‌خروسی
شبه‌ژیان‌مرغ دم‌خروسی (نام علمی: Alectrurus tricolor) نام یک گونه از تیره ژیان‌مرغ است با دم بلند و سیاه که کلاهکی سیاه بر روی سر دارد.

## نگارخانه

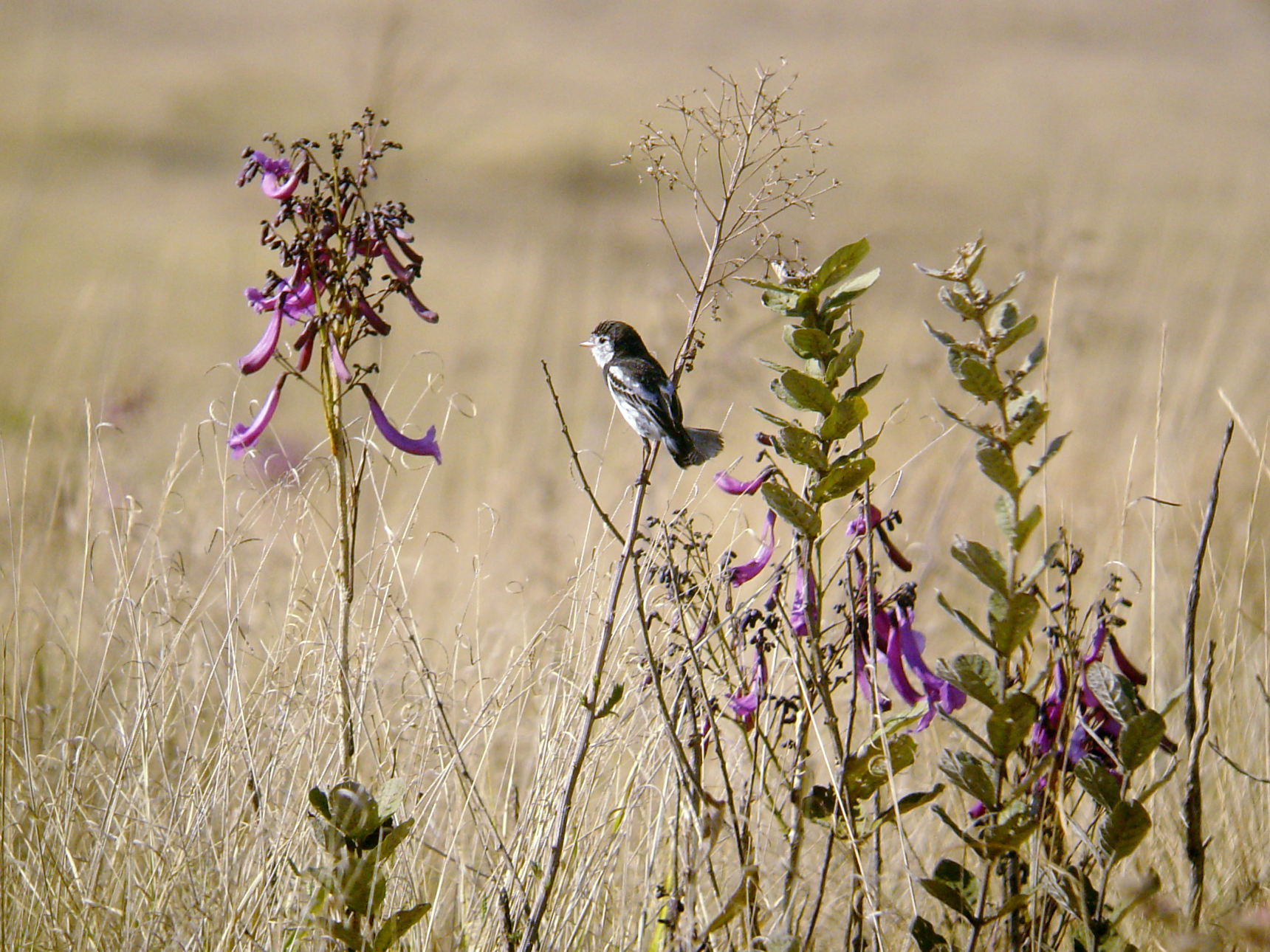